# Kabinett Costa I
Als Kabinett Costa I wird die 21. verfassungsgemäße, vom Präsidenten Portugals, Aníbal Cavaco Silva, beauftragte portugiesische Regierung unter Premierminister António Costa bezeichnet, in Portugal auch XXI Governo Constitucional de Portugal, zu deutsch XXI. verfassungsgemäße Regierung von Portugal genannt. Sie regierte ab dem 26. November 2015. Nach der Parlamentswahl 2019 wurde sie vom Kabinett Costa II abgelöst.

## Parlamentswahlen 2015 und die Folgen
Die Parlamentswahl in Portugal 2015 fand am 4. Oktober 2015 statt. Gewählt wurden die Abgeordneten der Assembleia da República für die vierjährige Legislaturperiode bis 2019. Dabei verlor die amtierende Regierung unter Premierminister Pedro Passos Coelho die absolute Mehrheit im Parlament. Das bürgerliche Wahlbündnis von PSD und CDS, Portugal à Frente (Vorwärts Portugal), blieb aber die relativ stärkste Kraft. Die Wahlbeteiligung lag bei knapp 57 Prozent. Staatspräsident Cavaco Silva ließ jedoch die bisherige Regierung geschäftsführend im Amt.
Am 10. Oktober 2015, nach nur elf Tagen, ist jedoch die Regierung Passos Coelho gestürzt worden. Ein Bündnis aus oppositionellen Sozialisten und Kommunisten stellte ein erfolgreiches Misstrauensvotum im Parlament. Seither führte Staatspräsident Aníbal Cavaco Silva mit allen relevanten Parteien und sozialen Gruppierungen Gespräche, um die politische Pattsituation aufzuheben. Dies geschah jedoch nicht ohne Proteste vor allem von den Linksparteien und ihnen nahestehende Persönlichkeiten.
Am 24. November 2015 benannte (portugiesisch: indicar) Cavaco Silva António Costa (Partido Socialista) als neuen Regierungschef an, was zu Mutmaßungen und Spekulationen in der Öffentlichkeit führte. Statt "nominieren" (portugiesisch: indignar) benutze er das Wort "benennen" (portugiesisch: indicar). Zwei Tage später wurde das Kabinett Costa im Palácio Nacional da Ajuda vereidigt. Die Minderheitsregierung des Partido Socialista (PS) stützt sich auf die Duldung durch die radikale Linke des Bloco de Esquerda (BE) sowie des Partido Comunista Portugués (PCP) und des Partido Ecologista Os Verdes (PEV), die als Wahlbündnis Coligação Democrática Unitária (CDU) seit 1987 gemeinsam kandidieren und im Parlament eine Fraktionsgemeinschaft bilden.

## Zusammensetzung
Ab dem 26. November 2015 regierte in Portugal Premierminister António Costa mit einem 17-köpfigen Kabinett.
Die personelle Zusammensetzung und der Ressortzuschnitt der XXI. portugiesischen Regierung ergaben sich wie folgt:
| Amt                                                                   | Name                                                               | Partei     |
| --------------------------------------------------------------------- | ------------------------------------------------------------------ | ---------- |
| Premierminister                                                       | António Costa (seit dem 26. November 2015)                         | PS         |
| Vize-Premierminister                                                  | Eduardo Cabrita (26. November 2015 – 18. Oktober 2017)             | PS         |
| Vize-Premierminister                                                  | Pedro Siza Vieira (seit dem 21. Oktober 2017)                      | unabhängig |
| Ministerium für Präsidentschafts- und Parlamentsangelegenheiten       | Miguel Prata Roque (seit dem 26. November 2015)                    | PS         |
| Ministerium für Finanzen                                              | Mário Centeno (seit dem 26. November 2015)                         | unabhängig |
| Ministerium für Auswärtige Angelegenheiten                            | Augusto Santos Silva (seit dem 26. November 2015)                  | PS         |
| Ministerium für Nationale Verteidigung                                | José Azeredo Lopes (26. November 2015 – 15. Oktober 2018)          | unabhängig |
| Ministerium für Nationale Verteidigung                                | João Gomes Cravinho (seit dem 15. Oktober 2018)                    | unabhängig |
| Ministerium für Innere Verwaltung                                     | Constança Urbano de Sousa (24. November 2015 – 18. Oktober 2017)   | unabhängig |
| Ministerium für Innere Verwaltung                                     | Eduardo Cabrita (seit dem 18. Oktober 2017)                        | PS         |
| Ministerium für Justiz                                                | Francisca Van Dunem (seit dem 26. November 2015)                   | unabhängig |
| Ministerium für Wirtschaft                                            | Manuel Caldeira Cabral (seit dem 26. November 2015)                | unabhängig |
| Ministerium für Arbeit, Solidarität und soziale Sicherheit            | José Vieira da Silva (seit dem 26. November 2015)                  | PS         |
| Ministerium für die Präsidentschaft und Modernisierung der Verwaltung | Maria Manuel Leitão Marques (26. November 2015 – 18. Februar 2019) | PS         |
| Ministerium für die Präsidentschaft und Modernisierung der Verwaltung | Mariana Vieira da Silva (seit dem 18. Februar 2019)                | PS         |
| Ministerium für Wissenschaft, Technologie und Hochschulbildung        | Manuel Heitor (seit dem 26. November 2015)                         | PS         |
| Ministerium für Planung und Infrastrukturen                           | Pedro Marques (26. November 2015 – 18. Februar 2019)               | PS         |
| Ministerium für Planung                                               | Nelson de Souza (seit 18. Februar 2019)                            | PS         |
| Ministerium für Infrastruktur und Wohnungen                           | Pedro Nuno Santos (seit 18. Februar 2019)                          | PS         |
| Ministerium für Umwelt, Raumordnung und Energie                       | João Matos Fernandes (seit dem 26. November 2015)                  | PS         |
| Ministerium für Gesundheit                                            | Adalberto Campos Fernandes (26. November 2015 – 15. Oktober 2018)  | PS         |
| Ministerium für Gesundheit                                            | Marta Temido (seit dem 15. Oktober 2018)                           | unabhängig |
| Ministerium für Bildung                                               | Tiago Brandão Rodrigues (seit dem 26. November 2015)               | unabhängig |
| Ministerium für Kultur                                                | João Soares (26. November 2015 – 14. April 2016)                   | PS         |
| Ministerium für Kultur                                                | Luís Filipe Castro Mendes (14. April 2016 – 15. Oktober 2018)      | unabhängig |
| Ministerium für Kultur                                                | Graça Fonseca (seit dem 15. Oktober 2018)                          | PS         |
| Ministerium für Landwirtschaft                                        | Luís Capoulas Santos (seit dem 26. November 2015)                  | PS         |
| Ministerium für Meeresangelegenheiten                                 | Ana Paula Vitorino (seit dem 26. November 2015)                    | PS         |